# Железничка станица Пожега
Железничка станица Пожега је једна од железничких станица и железнички чвор на прузи Београд—Бар. Налази се насељу Пожега у општини Пожега. Пруга се наставља у једном смеру ка Узићима, у другом према Каленићу и трећем према Драгачеву. Железничка станица Пожега састоји се из 10 колосека.

## Повезивање линија
- Пруга Београд—Бар
- Пруга Краљево—Пожега